# Anton von Klein
Anton Klein, ab 1790 Edler von Klein, (* 12. Juni 1746 in Molsheim; † 5. Dezember 1810 in Mannheim) war ein deutscher Sprachwissenschaftler und Dichter.

## Leben
Klein ging in Molsheim zu den Jesuiten und erfuhr dort seine Ausbildung. 1764 wurde er in den Orden aufgenommen, 1765 hatte er bereits den Magistergrad erreicht. Er ging nach Mannheim und von dort unter anderem nach Würzburg, Erfurt, Halberstadt und Heiligenstadt, wo er an den Jesuitenanstalten als Dozent und Lehrer tätig war. 1773 traf auch ihn die Auflösung des Jesuitenordens. Studien der Rechtswissenschaften und der Diplomatik führte er zu keinem Ende. Er wandte sich vielmehr wieder der Philosophie und Dichtkunst zu.
Ende 1773 wurde ihm durch den Kurfürsten Karl Theodor in Mannheim, aufgrund seiner bekannten Schriften, die Professur der Philosophie und Dichtkunst oder nach anderen Quellen der schönen Wissenschaften zugesprochen, die er dort 1774 antrat. Seine Vorlesungen erfreuten sich lange großer Beliebtheit. Er konnte mehrmals eine Erhöhung seines Gehalts bewirken. 1777 führte er das Singspiel Günther von Schwarzburg auf, das sich am Hofe sowie bei den angereisten Fürsten anderer Territorien großer Beliebtheit und Anerkennung erfreute und ihm diverse Ehrungen einbrachte.
Anfang der 1780er-Jahre war er zudem zum Buchhändler und Verleger geworden. 1783 erhielt er die Genehmigung, eine eigene Druckerei zu betreiben. Er reiste anschließend herum, um den Vertrieb seines Unternehmens zu organisieren. Seine Bemühungen, zur kurfürstlichen Hofbuchhandlung zu werden, schlugen trotz mehrmaligen Bemühens fehl. Erst nach dem Herrschaftswechsel zum Großherzogtum Baden gelang es ihm 1806, den Titel Großherzoglich privilegierte Hof-Buch- und Kunsthandlung führen zu dürfen.

## Ehrungen
1792 trug er den Titel: Anton Edelen von Klein, des H.R.R. Ritter, Pfalz-Zweybrückischer Geheimen Rath, Kurpfälzischem Hofgerichtsrath, Geheimen Sekretair und Professor, der Kurffürstl. deutschen Gesellschaft beständenem Geschäftsverweser und Ehrenmitglied der Künstlerakademie in Düsseldorf
- Januar 1777 kurpfälzischer Geheimer Sekretär
- 30. Juli 1777 Hofpfalzgraf
- 13. Juli 1790 kurpfälzischer Hofgerichtsrat in Mannheim
- 14. Juli 1790 Nobilitierung
- 15. Oktober 1791 Pfalz-Zweibrückischer Wirklicher Geheimer Rat
- Ritter des Verdienstordens des Bayerischen Krone

## Publikationen (Auswahl)
- Leben und Bildnisse der Großen Deutschen : mit einer Abhandlung über Lebensbeschreibungen und Lebenschreiber mit Kupfern. 5 Bände, Mannheim 1785–1805.
- Jakob, der jüngste unter den sieben makkabäischen Helden, Trauerspiel, 1769.
- Entwurf seiner Vorlesungen über die schönen Wissenschaften : sammt einer kleinen vorläufigen Rede. Mannheim 1774 Digitalisat
- Entwurf seiner Vorlesungen vom 10ten Wintermonat 1776 bis den Merz 1777. Mannheim 1776 Digitalisat
- Des Professor Kleins Vorlesungen vom 21ten April 1777. bis zu Ende des Sommers. 1777 Digitalisat
- Günther von Schwarzburg, Singspiel, 1777.
- Kaiser Rudolf von Habsburg: ein Trauerspiel in fünf Aufzügen, 2. Auflage, Mannheim 1788.
- Deutsches Provinzialwörterbuch, 2 Teile, Frankfurt am Main 1792.
- Athenor, Frankfurt am Main 1802.